# Spilosoma lifuensis
Spilosoma lifuensis là một loài bướm đêm thuộc phân họ Arctiinae, họ Erebidae.